# Steve Vai
Steven Siro Vai (Carle Place, New York, 6. lipnja 1960.), američki instrumentalni rock gitarist, skladatelj, pjevač, producent i glumac.
Gitaru je počeo svirati kao srednjoškolac, a učitelj mu je bio Joe Satriani. Nakon završene srednje škole seli se u Boston i tamo studira glazbenu akademiju. Potom seli u Los Angeles gdje bude zapažen od Franka Zappe. 1980. godine pridružuje se Zappinom sastavu i počinje svoju profesionalnu karijeru.
Svoju gitarsku solo karijeru započinje 1984. godine u kojoj je do 2008. godine objavio 13 solo albuma. U svojoj glazbenoj karijeri svirao je s mnogim glazbenicima i sastavima poput Alcatrazza, Davida Lee Rotha i Whitesnakea. Redoviti je član na koncertnoj turneji G3, gdje uz Joea Satriania svira s raznim glazbenicima. 

## Frank Zappa
Sa Zappom snima albume Tinsel Town Rebellion i You Are What You Is 1981. godine, a zatim su uslijedili Ship Arriving Too Late 1982. g., The Man From Utopia 1983. g., Them or Us i Thing Fish 1984. g., nakon čega je odlučio pokrenuti solo karijeru. Godine 1984. seli u Kaliforniju, snima dva solo albuma Flex-Able i Flex-Able Leftovers, gdje još jednom dokazuje svoj talent. Iste godine mijenja gitaristu Yngwie Malmsteena u grupi Alcatrazz i godine 1985. s njima snima album Disturbing the Peace.

## David Lee Roth
Kasnije 1985. g. na poziv prijatelja basista Billy Sheehana odlazi s Davidom Lee Rothom koji se razdvojio od Van Halena. Sastav tada čine članovi:
1. David Lee Roth - Vokal
2. Steve Vai - Gitarist
3. Billy Sheehan - Bas, prateći vokali
4. Gregg Bissonette - Bubnjevi
5. Jeff Bova - Klavijature
6. Jesse Harms - Klavijature

S Davidom Lee Rothom snima multi-platinaste albume Eat'em And Smile i Skyscraper. Ovaj sastav zabilježio je veliki uspjeh na tadašnjoj rock sceni. Steve Vai postaje svjetski poznati i priznati gitarist. 1988.g. od tvrtke Ibanez dobiva gitaru sa svojom etiketom, Jem 777.
Godine 1989. s britanskom grupom Whitesnake snima jedini album pod nazivom Slip of the Tongue.

## Solo karijera i projekt G3
Nakon burnih turneja odlučio je vratiti se solo karijeri te 1990. g. izdaje solo album Passion and Warfare. Album je zabilježio veliki uspjeh. Godine 1994. dobiva nagradu Grammy za pjesmu "Sofa" s albuma Franka Zappe "Zappa's Universe".
Vai se okrenuo instrumentalima te je izdao 1995. godine EP album, Alien Love Secrets koji povezuje njegov rad u proteklih deset godina i izlazi usred snimanja punog albuma Fire Garden. Godine 1996. nastavlja sa solo albumima pa izdaje 80 minutni CD Fire Garden, a 1998. reizdanje njegovog drugog solo albuma s dodatnim pjesmama Flex-Able Leftovers te 1999. izdaje The Ultra Zone. 2000. izdaje svoj prvi kompilacijski album pod nazivom The Seventh Song a 2001. izdaje dvostruki live album s turneje 2000-te koji se zove Alive in an Ultra World. Zanimljivost s tog albuma je da je svaka pjesma snimljena iz drugog grada. Godine 2002. izdaje album filmske glazbe The Elusive Light and Sound, volume 1 s 40 pjesama koje je snimio u filmovima Crossroads i Bill & Ted's Bogus Journey. Dvostruki kompilacijski album The Infinite Steve Vai: An Anthology izlazi 2003. gdje su razni hitovi s albuma: Fire Garden, Passion and Warfare, Alien Love Secrets i The Ultra Zone. Na oduševljenje svoje ogromne publike nakon šest godina, 2005. izdaje album s novim pjesmama pod nazivom Real Illusions: Reflections.
Steve Vai i Joe Satriani 1996. pokreću projekt G3. Na turnejama po svijetu stalno mijenjaju trećeg glazbenika, no uvijek su to ljudi koji su i sami vrhunski svirači: Yngwie Malmsteen, John Petrucci, Robert Fripp, Eric Johnson, Kenny Wayne Shepherd, Paul Gilbert, Uli Jon Roth, Michael Schenker, Adrian Legg i specijalni gosti Steve Lukather, Steve Morse i bubnjar Mike Portnoy.
Godine 1997. izlazi live album naziva G3: Live in Concert na kojem sviraju Joe Satriani, Eric Johnson, Steve Vai s turneje po Sjevernoj Americi. G3: Rockin' in the Free World naziv je live albuma koji izlazi godine 2004. i na njemu sviraju Joe Satriani, Steve Vai, Yngwie Malmsteen, a godine 2005. live album G3: Live in Tokyo na kojem sviraju Joe Satriani, Steve Vai, John Petrucci na turneji po SAD-u i Japanu. 

### Glazbeni stil
Steve Vai u svom prepoznatljivom stilu pretežno svira rock i rock metal ali pridonosi i drugim stilovima glazbe. Svira s mnogim glazbenicima širom svijeta i uklapa se u svaki stil njihove glazbe. Izvrsno izvodi tehniku tapping gdje koristi jedno-ručnu i dvo-ručnu metodu. 
Duhovit i mršav, veliki je tehničar sviranja gitare i znalac glazbene teorije pa mu se između ostalog pripisuje da je oživio stil sviranja na 7 žičanoj gitari (7-string guitar).

## Povijest sastava - ne uključuje gostovanja
- Frank Zappa (1980. – 1982.)
- Steve Vai (1982. – 1984.)
- Alcatrazz (1985.)
- David Lee Roth (1985. – 1986.)
- Public Image Ltd. (1985. – 1986.)
- Frank Zappa (1986.)
- David Lee Roth (1987. – 1988.)
- Whitesnake (1988. – 1990.)
- Solo (1989.- )
- Ozzy Osbourne (1995.)

### Aktualni članovi pratećeg sastava
- Steve Vai - vokal, prva gitara
- Dave Weiner - ritam gitara
- Tony MacAlpine - klavijature, gitara
- Billy Sheehan - vokal, bas-gitara
- Jeremy Colson - bubnjevi, udaraljke

## Diskografija

### Solo albumi
| Godina | Naziv albuma                          |
| ------ | ------------------------------------- |
| 1984.  | Flex-Able                             |
| 1984.  | Flex-Able Leftovers                   |
| 1990.  | Passion and Warfare                   |
| 1993.  | Sex and Religion                      |
| 1995.  | Alien Love Secrets                    |
| 1996.  | Fire Garden                           |
| 1999.  | The Ultra Zone                        |
| 2000.  | The Seventh Song                      |
| 2001.  | Alive in an Ultra World               |
| 2002.  | The Elusive Light and Sound, volume 1 |
| 2003.  | The Infinite Steve Vai: An Anthology  |
| 2005.  | Real Illusions: Reflections           |
| 2012.  | The Story of Light                    |
| 2016.  | Modern Primitive                      |
| 2022.  | Inviolate                             |

### Projekti s raznim glazbenicima
| Godina | Glazbenik ili grupa                       | Album                                       |
| ------ | ----------------------------------------- | ------------------------------------------- |
| 1985.  | Heresy                                    | "At The Door"                               |
| 1985.  | Alcatrazz                                 | "Disturbing the Peace"                      |
| 1985.  | Public Image Ltd.                         | "Album (album)"                             |
| 1986.  | Bob Harris                                | "The Great Nostalgia"                       |
| 1986.  | Shankar & Caroline                        | "The Epidemics"                             |
| 1986.  | David Lee Roth                            | "Eat'em And Smile"                          |
| 1986.  | David Lee Roth                            | "Sonrisa Salvaje"                           |
| 1986.  | Randy Coven                               | "Funk Me Tender"                            |
| 1986.  | Western Vacation                          | "Western Vacation"                          |
| 1988.  | David Lee Roth                            | "Skyscraper"                                |
| 1989.  | Whitesnake                                | "Slip of the Tongue"                        |
| 1990.  | Rebecca                                   | "The Best of Dreams"                        |
| 1991.  | Alice Cooper                              | "Hey Stoopid"                               |
| 1994.  | Whitesnake                                | "Greatest Hits"                             |
| 1995.  | Ozzy Osbourne                             | "Ozzmosis"                                  |
| 1996.  | Wild Style (sastav)                       | "Cryin'"                                    |
| 1997.  | Munetaka Higuchi with Dream Castle        | "Free World (album)"                        |
| 1997.  | Joe Satriani / Eric Johnson / Steve Vai   | "G3: Live in Concert"                       |
| 1997.  | David Lee Roth                            | "The Best of David Lee Roth"                |
| 1998.  | Gregg Bissonette                          | "Gregg Bissonette"                          |
| 1998.  | Al Di Meola                               | "The Infinite Desire"                       |
| 1999.  | Joe Jackson (musician)                    | "Symphony No. 1"                            |
| 2000.  | Whitesnake                                | "The Back to Black Collection"              |
| 2000.  | Gregg Bissonette                          | "Submarine (album)"                         |
| 2000.  | Thana Harris                              | "Thanatopsis"                               |
| 2001.  | Robin DiMaggio                            | "Blue Planet"                               |
| 2001.  | Billy Sheehan                             | "Compression (album)"                       |
| 2002.  | Tak Matsumoto                             | "華 [Hana]"                                 |
| 2003.  | Surinder Sandhu                           | "Saurang Orchestra"                         |
| 2003.  | Eric Sardinas                             | "Black Pearls"                              |
| 2003.  | Steve Lukather & Friends                  | "SantaMental"                               |
| 2003.  | Glenn Hughes and Joe Lynn Turner          | "HTP2"                                      |
| 2003.  | Shankar & Gingger                         | "One In A Million"                          |
| 2003.  | Yardbirds                                 | "Birdland"                                  |
| 2004.  | Joe Satriani, Steve Vai, Yngwie Malmsteen | "G3 Live - *Rockin' In The Free World"      |
| 2004.  | Motörhead                                 | "Inferno (album)"                           |
| 2004.  | Bob Carpenter                             | "The Sun, The Moon, The Stars"              |
| 2004.  | Mike Keneally                             | Vai: Piano Reductions, Vol. 1               |
| 2005.  | John 5                                    | "Songs for Sanity"                          |
| 2005.  | Dave Weiner                               | "Live at Astoria DVD"                       |
| 2005.  | Joe Satriani, Steve Vai, John Petrucci    | "G3 Live in Tokyo"                          |
| 2006.  | The Devin Townsend Band                   | "Synchestra"                                |
| 2006.  | Marty Friedman                            | "Loudspeaker (album)"                       |
| 2006.  | Meat Loaf                                 | "Bat Out of Hell III: The Monster is Loose" |

## Osobni život
Steve Vai, oženio se s glazbenicom Pia Maiocco, jedna od osnivačica sastava "Vixen", koji je ostao zapažen po glazbenom djelovanju u filmu Hardbodies. Vai i Maiocco imaju dvoje djece, Julian Angel i Fire. U slobodno vrijeme, Vai uživa baveći se pčelarstvom i držeći se točne procedure dobivanja meda kojeg prodaje u njegovoj "Make a Noise" zakladi.

## Nagrade i nominacije
- Grammys 2006. Najbolja rock instrumentalna izvedba za skladbu "Lotus Feet" — Pobijedio Les Paul & Friends's sa skladbom "69 Freedom Special"

- Grammys 2008. Najbolja rock instrumentalna izvedba za skladbu "The Attitude Song" — Pobijedio Bruce Springsteen sa skladbom "Once Upon a Time in the West"

## Vanjske poveznice
- Službene stranice Stevea Vaia
- Steve Vai na MySpace
- Myspace: G3